# 玉置成実
玉置 成実（たまき なみ、1988年6月1日 - ）は、日本の歌手、女優、声優、YouTuber。HIGHWAY STAR所属。和歌山県和歌山市出身。血液型はO型。

## 略歴
2003年まで
- 1988年6月1日、和歌山県和歌山市に生まれる。「成功の実がいくつも成るように」との願いを込めて成実と名付けられる。
- 3歳からクラシックバレエを習い始める[2]。
- 幼い頃からエンターテイメントの世界への憧れがあったが、初めから歌手になりたかったわけではなく、最初はバレリーナ、次にパレードで踊るお姉さん、そしてダンサーに憧れ、歌手になりたいと思ったのは最後のことだった[3]。憧れの歌手はジャネット・ジャクソンで、ジャネットのようになりたくて筋力トレーニングをしているという[4]。
- 1999年からアクターズスクールに通いJAZZ.HIP HOP.HOUSEなど様々なジャンルのダンスと歌を習い、2001年から2002年にかけて開かれたSony Music Auditionに合格。Zepp Tokyoで行われた最終審査ではDestiny's Childの『Survivor』などを歌った。
- 中学3年生になる2003年（平成15年）を期として3月に上京し、『Believe』の発表をもって4月に歌手としてデビュー。『機動戦士ガンダムSEED』の第3クールのオープニングテーマとして起用された[5]。
- 7月に『Realize』を発表。この楽曲も『機動戦士ガンダムSEED』の第4クールのオープニングテーマとなり、オリコン初登場第3位を記録。
- 夏には東京・大阪・福岡でフリーライブを行い、年末には『機動戦士ガンダムSEED』のイベントコンサートに出演し、2回の公演で計2万人を超えるオーディエンスたちの前で熱唱する。

2004年
- 3月に発表された第18回日本ゴールドディスク大賞でニュー・アーティスト・オブ・ザ・イヤーを受賞。
- 4月には北九州スペースワールドでデビュー1周年ライヴ、ニッポン放送で「玉置成実ヒット・エンドスマイル」スタート。
- 5月に、東京・大阪で初の単独コンサート「Tamaki Nami 1st CONCERT "Greeting"」を行い、夏には東京・新潟・神戸を含む全国7ヶ所で追加公演を行う（福岡公演は台風のため中止となった）。
- 5月にはイベント、ボイス・ダンスレッスン、新曲プロモの撮影で渡米。8月21日にはニッポン放送のライブイベント『そんなのありーな!?2004SUMMER』に出演。
- 6thシングル『Reason』が10月9日スタートの『機動戦士ガンダムSEED DESTINY』の第1クールのエンディングテーマになり、オリコンランキングで、自己最高記録の第2位を記録した。
- NHKのアニメ、「アガサ・クリスティーの名探偵ポワロとマープル」にゲスト声優として出演。

2005年
- 1月26日に自身初のアーティストブック『TN』を発売、これを携えて初の握手会イベントを開く。
- 1月27日に発売されたPlayStation 2専用ソフト「ラジアータストーリーズ」のテーマソングに、7thシングル『Fortune』が起用。謎の歌姫『ナミ・タマキ』として声優も担当した。
- 5月11日に2ndアルバム『Make Progress』を発表、オリコンランキングでシングル・アルバムを通じて自身初の首位を獲得する。7月には2ndコンサート『Tamaki Nami 2nd CONCERT "Make Progress"〜road to〜』が、名古屋・大阪・東京のZeppで開催され、その模様を収録した自身初のライブビデオが発売された。
- 11月に発表した9枚目のシングルでは、TM NETWORKの『Get Wild』を小室哲哉プロデュースでカヴァーした。

2006年
- 3月24日に記念すべき10枚目のシングル『MY WAY / Sunrize』を発表。初の両A面シングルでリリースされ、『MY WAY』は第37回 春の高校バレー全国大会のイメージソングに起用された。
- 5月3日にシングル『Result』を発表。『機動戦士ガンダムSEED DESTINY スペシャルエディション 砕かれた世界』のエンディングテーマに起用され、ガンダムシリーズでソロアーティストとしては過去最多の4度目の主題歌を歌うこととなった[6]。
- 7月には映画『ラブ★コン』に出演し女優としてもデビュー、9月にはブロードウェイミュージカル『スウィート・チャリティ』で初舞台にして主演を務めた。
- 7月12日に3枚目となるアルバム『Speciality』を発表。前作『Make Progress』に次ぎ首位を獲得する。『Speciality』でデイリーランキングでは一度も1位にならないで週間首位という珍しい現象が起こった。
- 11月29日に初のシングルベストアルバム『Graduation〜Singles〜』をリリース。2007年の3月で高校を卒業することについての記念の意味が込められていた。

2007年
- 前年リリースされたベストアルバムを引っさげて『NAMI TAMAKI Best CONCERT “My Graduation”』を4箇所で行う。後にライブの模様を収録したDVDをリリース。
- 3月14日にはシングル『CROSS SEASON』と3冊目となるアーティストブックを同時発売。
- 4月からアニメ「D.Gray-man」のオープニングテーマとして起用されていた『Brightdown』を8月29日に発売。
- 自身2度目となるミュージカル「ハイスクール・ミュージカル」にも出演。
- ソフトバンクとコラボレーションして玉置成実モデルの携帯電話も発売された。
- 12月26日には初のバラードシングルとなる『Winter Ballades』を発売した。
- 12月にはモバゲータウンにてブログも開設した。

2008年
- デビュー5周年はまず、デビュー日となる4月23日におよそ2年ぶりとなるオリジナルアルバム『Don't Stay』を発売。
- 東京と大阪でデビュー5周年記念ライブを行う。ライブに先駆けて公式サイトでは歌って欲しい曲のリクエストを受け付けていた。

2009年
- レコード会社をユニバーサルJに移籍。
- 2月からアメーバブログにてオフィシャルブログを開設。
- 3月25日、およそ1年3ヶ月ぶりとなる16thシングル『GIVE ME UP』を発売。テレビアニメ『ヤッターマン』の5代目エンディングテーマに起用される。
- 6月3日から『願い星』を初のデジタルシングルとして配信開始。
- 7月29日、ダリヤ「Palty」CMソングの17thシングル『Friends!』を発売。『願い星』がファンの声により、初回限定盤Aに収録された。
- 10月14日、18thシングル『もしも願いが…』発売。
- 10月、11月公演のミュージカル「ALL SHOOK UP」に出演。

2010年
- 2月17日、一週間後にリリースを控えた5thアルバム『STEP』の先行シングル（通算19枚目）『思い出になるの?』をnami名義で発売。
- 2月24日、ユニバーサルJ移籍後初となるオリジナル・アルバム（通算5枚目）『STEP』と、同じくユニバーサルJ移籍後に発売された全シングル（『思い出になるの?』は未収録）のPVを収録したCLIP集『STEP DVD』を同時発売。
- 4月10日、11日、5thアルバム『STEP』を引っさげてのスペシャルライブ「NAMI TAMAKI 7th Live"STEP"」を新宿FACEにて開催。
- 7月1日、東京・新木場スタジオコーストにて、開催された総合エンターテイメント・ダンスイベント『プレシャスランド』にスペシャルゲストとして参加。
  - ダンスイベントにゲストとして参加し、プレシャスランド限定パフォーマンスとして、アンドレ・フエンテス振付による「EDEN」やトニー・ザー振付による「GIVE ME UP」を熱唱。ダンススキルの高さも見せつけた。

2011年
- 1月12日、超新星とコラボした20thシングル『Missing You〜Time To Love〜feat.KWANGSOO,JIHYUK,GEONIL(from 超新星)』をリリース。
- 2月23日、自身6枚目となるアルバム『Ready』をリリース。
- 10月3日 - 13日「ジンギスカン 〜わが剣、熱砂を染めよ〜」ボルテ役で出演
- 同年暮れ、インペリアルレコードに移籍。

2012年
- 1月25日、インペリアル移籍第一弾シングル『LADY MIND』を発売。
- 4月13日-5月13日、ミュージカル「コーヒープリンス1号店」- ハン・ユジュ 役
- 7月29日、香港ワンマンライブ「Nami Tamaki Live in Hong Kong 2012」を開催。
- 9月ミュージカル「走れメロス」- 太田静子役
- 10月10日『Paradise』リリース

2013年
- 4月17日 - デビュー10周年記念シングル『REAL』を発売。カップリングにて自身のデビュー曲である『Believe』をセルフ・カヴァーした。
- 4月23日 - デビュー満10年を迎える。
- 「戦国BASARA3 宴」（2013年4月 - 5月、キャナルシティ劇場・中日劇場・日本青年館・森ノ宮ピロティホール） - お市 役
- ミュージカル「エニシング・ゴーズ」（2013年10月 - 11月、帝国劇場・シアターBRAVA!） - アーマ 役

2014年
- 6月25日 - 自身初となるカバー・アルバム『NT GUNDAM COVER』リリース。歴代のガンダムシリーズの楽曲をカバーした。
- 8月ミュージカル「タイトル・オブ・ショウ」- ハイディ 役
- 10月 - 12月「戦国BASARA4」 - お市 役
- 11月19日、24thシングル『Vivid Telepathy』発売。テレビアニメ『白銀の意思 アルジェヴォルン』の後期エンディングテーマとなる。
- 同年暮れごろ、所属レーベルをインペリアルレコードからSPACE SHOWER MUSICへ移籍したとみられる。

2015年
- 6月3日 - 25枚目のシングル『Everlasting love』をリリース。テレビアニメ『VAMPIRE HOLMES』のテーマソングとなる。
- ロックオペラ「サイケデリック・ペイン」（2015年4月-5月、東京天王洲銀河劇場・福岡キャナルシティ・梅田芸術劇場） -レディ・パンドラ/ミツコ役
- ミュージカル「ファウスト〜最後の聖戦〜」（2015年7月-8月、東京芸術劇場プレイハウス・森之宮ピロティーホール） -マルガレーテ役 ＊ヒロイン
- 10月30日 - 自身主催のライブイベント『MUSIC HOLIC vol.3-ANIME HALLOWEEN-』を開催。
- 電撃オンラインのニコニコ生放送で「玉置成実のゲーム征服」という月一ゲーム実況生放送番組をスタート。

2016年
- 1月 - 2月ミュージカル「花より男子 The Musical」 - 浅井百合子 役
- 2月、所属事務所をスマイルカンパニーから東宝芸能へ移籍[7]。
- 5月25日 - 山本陽介 feat.玉置成実としてシングル『ALL-WAYS』をリリース。テレビアニメ『コンクリート・レボルティオ〜超人幻想〜THE LAST SONG』のエンディングテーマとなる。
- ブロードウェイミュージカル「キンキーブーツ」（2016年7月 - 9月、新国立劇場中劇場 / オリックス劇場 / シアターオーブ） - ニコラ 役
- 50Shades〜クリスチャン・グレイの歪んだ性癖〜（2016年11月 - 12月、新宿FACE / サンケイホールブリーゼ） - アナ 役＊ヒロイン[6]

2017年
- 9月1日 - 所属事務所を東宝芸能からHIGHWAY STARへ移籍[8]。
- ミュージカル「BEFORE AFTER」（2017年2月8日 - 12日 中目黒キンケロシアター) - エイミー役
- ミュージカル「Finding Mr.DESTINY あなたの初恋探します。」（2017年8月4日 - 13日、DDD青山クロスシアター / 2017年8月17日 - 18日、ABCホール) -アン・リタ役 ＊ヒロイン
- 9月23-24日 東京ゲームショウ スクウェア・エニックスステージMC
- 10月21日HOKURIKU Girls girls FESTIVAL2017 出演

2018年
- 3月25日 gravity Live vol.8「Alpha+」出演
- 5月26日 Super★Premium vol.7出演
- 乃木坂46版ミュージカル「美少女戦士セーラームーン」(2018年6月-9月天王洲銀河劇場／赤坂ACTシアター) - クイン・ベリル役
- 8月4日 上海にてChinaJoy出演
- 歌喜劇「市場三郎～グアムの恋」（2018年11月7日 - 12月2日、東京グローブ座／12月7日 - 10日、シアター・ドラマシティ）

2019年
- 2月13日 クラシカロイド音楽祭出演（中野サンプラザ）
- ブロードウェイミュージカル「キンキーブーツ」再演（2019年4月 - 5月、 シアターオーブ／オリックス劇場） - ニコラ 役
- 7月23日 ランティス祭り2019出演（幕張メッセ）
- 8月16日 「BILIBILI WORLD広州」出演
- 10月19日 バンダイナムコエンターテインメントフェスティバル出演（東京ドーム）
- 音楽劇『ロード・エルメロイII世の事件簿 –case.剥離城アドラ-』 (2019年12月-2020年1月、市川市文化会館大ホール／なかのZERO大ホール／サンケイホールブリーゼ／久留米シティプラザ グランドホール／新宿文化センター大ホール)-ルヴィアゼリッタ・エーデルフェルト役

2020年
- 8月5日 自身としては約5年ぶりである、26thシングル「Connect the Truth」（テレビドラマウルトラマンZ前期エンディングテーマ）をリリース。テレビドラマのテーマソングを担当するのは初である。

2021年
- 10月29日、配信アニメ『バトルスピリッツ ミラージュ』のメインテーマソング「Open the GATE (feat. きただにひろし)」を配信リリース[9]。
- 11月22日、豊洲PITにて行われるアニソンフェス『アニレヴ2021 in チームスマイル 豊洲PIT』に出演[10]。
- 11月23日・24日、和歌山ビッグホエールで行われるHYDEのオーケストラ・コンサート『20th Orchestra Concert HYDE 黑ミサ 2021 Wakayama』にゲストボーカルとして出演[11]。

2022年
- ミュージカル「犬との約束」（4月 - 5月、よみうり大手町ホール / 松下IMPホール）
- ブロードウェイミュージカル「キンキーブーツ」再再演（10月 - 11月、東急シアターオーブ / オリックス劇場 ） - ニコラ役
- OFFICE SHIKA MUSICAL『私は怪獣－ネオンキッズ Live beat－』(2022年12月10日-18日、CBGKシブゲキ!!) - マリリン役
- 12月29日ウルトラヒーローズEXPO 2023 『ULTRAMAN MUSIC LIVE 』

2023年
- 日中国交正常化50周年・日中平和友好条約45周年記念公演　音楽劇「李香蘭-花と華-」(1月、紀伊國屋サザンシアター TAKASHIMAYA) -川島芳子役・リュバチカ役
- 4月23日、浅草花劇場にてデビュー20周年記念ライブ『Nami Tamaki 20th Anniversary LIVE』を開催[12]。また、新たなYouTubeチャンネル『Nami Tamaki Music Channel』を開設し、デビュー曲である「Believe」や「Realize」「Reason」のミュージック・ビデオを公開した[13]。
- a new musical『ヴァグラント』(8月-9月、 明治座／新歌舞伎座)-アケミ役
- 11/19「機動戦士ガンダムSEED FESTIVAL～CONNECT あの時代（とき）を越えて～」出演(文京シビックホール)
- 11月26日「Anime Festival Asia Singapore 2023」出演
- 12/31(日)『第7回 ももいろ歌合戦 』初出場(横浜アリーナ)

2024年
- 1月24日『機動戦士ガンダムSEED FREEDOM』オフィシャルサポーターソング「Reborn」リリース
- 3月17日渋谷WWW Xにてワンマンライブ「Nami Tamaki 20th Anniversary LIVE -Focus-」を開催。
- 4月27日、5月5日「スーパーロボット魂 2024」出演(Zepp Haneda／大阪なんばHatch)

## 人物・その他
- 兄と姉がいる[5]。
- 性格はさばさばしていてまっすぐ。嘘をつけないタイプである。
- 3歳からピアノとバレエを習い[2]、幼少期から習字や英語なども習っていた。
- 10代の頃から時間ができるとダンスレッスンのため度々LAやNYに単身渡米。

- 趣味は映画観賞、料理、絵を描くこと、ゲーム、ドライブ、海外旅行。ツーリング
- 『ゲーマー歴20年』を称する。ゲームを好み、現在電撃オンラインの生放送で「玉置成実のゲーム征服」というゲーム実況生放送や「ゲームプリンセス」というゲーム番組にレギュラー出演中。2021年3月26日にはYouTubeチャンネルを開設した。特にモンスターハンターシリーズ、コール オブ デューティシリーズ、DARK SOULSシリーズ、Dead by Daylight が好き。

- 自身主催のライブイベント「MUSIC HOLIC」を開催している。今までのゲストにはももいろクローバーZ・SCANDAL・黒崎真音・AKIRA・ELISA・PaniCrew・ET-KINGなど。ジャンルを超えたエンターテイメントイベントになっている。
- 愛犬はロングコートチワワで名前は「ポップ」。
- 元愛車はホンダ・クロスロード。

- 元阪神タイガースの玉置隆は従兄にあたる[5]。
- 2019年に大型二輪免許取得、現在の愛車はTriumph・Bonneville Bobber(ボンネビルボバー)。

## ディスコグラフィ

### シングル
| #                                             | 発売日                       | タイトル                                                             | 規格品番                        | 規格品番                     | オリコン 最高位              |
| #                                             | 発売日                       | タイトル                                                             | 初回限定盤                      | 通常盤                       | オリコン 最高位              |
| ソニー・ミュージックレコーズ                  | ソニー・ミュージックレコーズ | ソニー・ミュージックレコーズ                                         | ソニー・ミュージックレコーズ    | ソニー・ミュージックレコーズ | ソニー・ミュージックレコーズ |
| --------------------------------------------- | ---------------------------- | -------------------------------------------------------------------- | ------------------------------- | ---------------------------- | ---------------------------- |
| 1                                             | 2003年4月23日                | Believe                                                              |                                 | SRCL-5772                    | 005位                        |
| ※                                             | 2003年5月21日                | Believe Reproduction 〜GUNDAM SEED EDITION〜                         | SRCL-6085                       | 019位                        |                              |
| 2                                             | 2003年7月24日                | Realize                                                              | SRCL-6088                       | 003位                        |                              |
| ※                                             | 2003年9月26日                | Realize Reproduction 〜GUNDAM SEED EDITION〜                         | SRCL-6091                       | 013位                        |                              |
| 3                                             | 2003年11月12日               | Prayer                                                               | SRCL-6094                       | 012位                        |                              |
| 4                                             | 2004年1月28日                | Shining Star ☆忘れないから☆                                          | SRCL-6100                       | 010位                        |                              |
| 5                                             | 2004年7月14日                | 大胆にいきましょう ↑Heart&Soul↑                                      | SRCL-6109                       | 013位                        |                              |
| 6                                             | 2004年11月10日               | Reason                                                               | SRCL-5826                       | 002位                        |                              |
| 7                                             | 2005年1月26日                | Fortune                                                              | SRCL-5864                       | SRCL-5865                    | 006位                        |
| 8                                             | 2005年4月6日                 | Heroine                                                              | SRCL-5901                       | SRCL-5902                    | 006位                        |
| 9                                             | 2005年11月2日                | Get Wild                                                             |                                 | SRCL-6057                    | 007位                        |
| 10                                            | 2006年3月24日                | MY WAY/Sunrize                                                       | SRCL-6236                       | 018位                        |                              |
| 11                                            | 2006年5月3日                 | Result                                                               | SRCL-6258                       | 005位                        |                              |
| 12                                            | 2006年6月7日                 | Sanctuary                                                            | SRCL-6275                       | 012位                        |                              |
| 13                                            | 2007年3月14日                | CROSS SEASON                                                         | SRCL-6514                       | 023位                        |                              |
| 14                                            | 2007年8月29日                | Brightdown                                                           | SRCL-6618/9                     | SRCL-6620                    | 008位                        |
| 15                                            | 2007年12月26日               | Winter Ballades                                                      | SRCL-6664/5                     | SRCL-6666                    | 019位                        |
| ユニバーサルミュージック                      |                              |                                                                      |                                 |                              |                              |
| 16                                            | 2009年3月25日                | GIVE ME UP                                                           | UPCH-9465 (A) UPCH-9466 (B)     | UPCH-5575                    | 018位                        |
| 17                                            | 2009年7月29日                | Friends!                                                             | UPCH-9494 (A) UPCH-9495 (B)     | UPCH-5608                    | 025位                        |
| 18                                            | 2009年10月14日               | もしも願いが…                                                        | UPCH-9524（生産限定） UPCH-9525 | UPCH-5628                    | 020位                        |
| 19                                            | 2010年2月17日                | 思い出になるの?                                                      |                                 | UPCH-5641                    | 138位                        |
| 20                                            | 2011年1月12日                | Missing You〜Time To Love〜 feat.KWANGSOO,JIHYUK,GEONIL(from 超新星) | UPCH-5677                       | 042位                        |                              |
| インペリアルレコード                          |                              |                                                                      |                                 |                              |                              |
| 21                                            | 2012年1月25日                | LADY MIND                                                            | TECI-248                        | TECI-249                     | 076位                        |
| 22                                            | 2012年10月10日               | PARADISE                                                             | TECI-265                        | TECI-266                     | 075位                        |
| 23                                            | 2013年4月17日                | REAL                                                                 | TECI-301                        | TECI-302                     | 078位                        |
| ワーナー・ブラザース ホームエンターテイメント |                              |                                                                      |                                 |                              |                              |
| 24                                            | 2014年11月19日               | Vivid Telepathy                                                      | 1000527681                      | 1000527682                   | 098位                        |
| スマイルカンパニー                            |                              |                                                                      |                                 |                              |                              |
| 25                                            | 2015年6月3日                 | Everlasting Love                                                     |                                 | XQBZ-1037                    | 135位                        |
| ランティス                                    |                              |                                                                      |                                 |                              |                              |
| 26                                            | 2020年8月5日                 | Connect the Truth                                                    |                                 | LACM-24015                   | 041位                        |
| SACRA MUSIC                                   |                              |                                                                      |                                 |                              |                              |
| 27                                            | 2024年1月24日                | Reborn                                                               | VVCL-2436/7                     | VVCL-2435                    | 017位                        |

#### コラボレーション・シングル
| 発売日        | タイトル      | 名義                                        | 規格品番   | 規格品番   | オリコン 最高位 |
| 発売日        | タイトル      | 名義                                        | CD+DVD     | CD         | オリコン 最高位 |
| ------------- | ------------- | ------------------------------------------- | ---------- | ---------- | --------------- |
| 2011年4月20日 | 百花繚乱/祈り | 名古屋おもてなし武将隊 starring Nami Tamaki | VIZL-417   | VICL-36640 |                 |
| ランティス    |               |                                             |            |            |                 |
| 2016年5月25日 | ALL-WAYS      | 山本陽介 feat.玉置成実                      | LACM-14486 | LACM-14487 |                 |

#### 配信限定シングル
| # | 発売日         | タイトル                             | 備考 |
| - | -------------- | ------------------------------------ | --- |
| 1 | 2020年8月28日  | BREAK THE CHAIN                      | 配信アニメ『バトルスピリッツ 赫盟のガレット』主題歌                                                                   |
| 2 | 2021年10月29日 | Open the GATE (feat. きただにひろし) | 配信アニメ『バトルスピリッツ ミラージュ』メインテーマソング                                                           |
| 3 | 2023年6月20日  | Resolve                              | パチンコ『Pフィーバー機動戦士ガンダム 逆襲のシャア』収録曲 「BEYOND THE TIME -メビウスの宇宙を越えて-」のカバーも収録 |
| 4 | 2023年10月25日 | あしたの勇気に陽は昇る               | Webコミック『勇者宇宙ソーグレーダー』主題歌                                                                           |
| 5 | 2024年4月23日  | Believe - From THE FIRST TAKE        | |

### アルバム

#### オリジナル・アルバム
| #                            | 発売日                       | タイトル                     | 規格品番                     | 規格品番                     | オリコン 最高位              |
| #                            | 発売日                       | タイトル                     | 初回限定盤                   | 通常盤                       | オリコン 最高位              |
| ソニー・ミュージックレコーズ | ソニー・ミュージックレコーズ | ソニー・ミュージックレコーズ | ソニー・ミュージックレコーズ | ソニー・ミュージックレコーズ | ソニー・ミュージックレコーズ |
| ---------------------------- | ---------------------------- | ---------------------------- | ---------------------------- | ---------------------------- | ---------------------------- |
| 1                            | 2004年2月25日                | Greeting                     | SRCL-5651/2                  | SRCL-5972                    | 005位                        |
| 2                            | 2005年5月11日                | Make Progress                | SRCL-5906/7                  | SRCL-5908                    | 001位                        |
| 3                            | 2006年7月12日                | Speciality                   | SRCL-6288/9                  | SRCL-6290                    | 001位                        |
| 4                            | 2008年4月23日                | Don't Stay                   | SRCL-6776/7                  | SRCL-6778                    | 014位                        |
| ユニバーサルミュージック     |                              |                              |                              |                              |                              |
| 5                            | 2010年2月24日                | STEP                         | UPCH-9544                    | UPCH-1765                    | 055位                        |
| 6                            | 2011年2月23日                | Ready                        | UPCH-9620                    | UPCH-1826                    | 063位                        |
| SUNRISE Music Label          |                              |                              |                              |                              |                              |
| 7                            | 2024年3月13日                | Singularity                  |                              | SRML-1075                    | 032位                        |

#### ベスト・アルバム
| #                            | 発売日                       | タイトル                     | 規格品番                     | 規格品番                     | オリコン 最高位              |
| #                            | 発売日                       | タイトル                     | 初回限定盤                   | 通常盤                       | オリコン 最高位              |
| ソニー・ミュージックレコーズ | ソニー・ミュージックレコーズ | ソニー・ミュージックレコーズ | ソニー・ミュージックレコーズ | ソニー・ミュージックレコーズ | ソニー・ミュージックレコーズ |
| ---------------------------- | ---------------------------- | ---------------------------- | ---------------------------- | ---------------------------- | ---------------------------- |
| 1                            | 2006年11月29日               | Graduation 〜Singles〜       | SRCL-6437/8                  | SRCL-6439                    | 6位                          |

#### リミックス・アルバム
|                              | 発売日                       | タイトル                     | 規格品番                     | オリコン 最高位              |
| ソニー・ミュージックレコーズ | ソニー・ミュージックレコーズ | ソニー・ミュージックレコーズ | ソニー・ミュージックレコーズ | ソニー・ミュージックレコーズ |
| ---------------------------- | ---------------------------- | ---------------------------- | ---------------------------- | ---------------------------- |
| 1                            | 2009年3月25日                | TAMAKI NAMI REPRODUCT BEST   | SRCL-6986                    | 84位                         |

#### 企画アルバム
|                      | 発売日                | タイトル             | 規格品番             | オリコン 最高位      |
| インペリアルレコード | インペリアルレコード  | インペリアルレコード | インペリアルレコード | インペリアルレコード |
| -------------------- | --------------------- | -------------------- | -------------------- | -------------------- |
| 1                    | 2014年6月25日         | NT GUNDAM COVER      | TECI-1407            | 38位                 |
| 1                    | 2021年2月17日（再発） | NT GUNDAM COVER      | TECI-1729            | 38位                 |

#### ライブ・アルバム
|      | 発売日        | タイトル                                                             |
| ---- | ------------- | -------------------------------------------------------------------- |
| 配信 | 2024年1月25日 | NAMI TAMAKI Best CONCERT "My Graduation"_Live at 東京_中野サンプラザ |
| 配信 | 2024年1月25日 | NAMI TAMAKI 2nd CONCERT "Make Progress-road to-" _Live at Zepp Tokyo |

### 映像作品

#### ビデオ・シングル
| 枚 | 発売日         | タイトル | 販売形態 | 規格品番  | オリコン 最高位 |
| -- | -------------- | -------- | -------- | --------- | --------------- |
| 1  | 2003年11月12日 | Believe  | DVD      | SRBL-1196 | 14位            |
| 2  | 2003年11月12日 | Realize  | DVD      | SRBL-1199 | 62位            |

#### プロモーション・ビデオ集
| 枚 | 発売日        | タイトル      | 販売形態 | 規格品番  | オリコン 最高位 |
| -- | ------------- | ------------- | -------- | --------- | --------------- |
| 1  | 2004年5月19日 | greeting      | DVD      | SRBL-1219 | 6位             |
| 2  | 2005年7月6日  | Make Progress | DVD      | SRBL-1243 | 24位            |
| 3  | 2006年8月30日 | Speciality    | DVD      | SRBL-1286 | 23位            |
| 4  | 2010年2月17日 | STEP          | DVD      | UPBH-1257 |                 |

#### ライブ・ビデオ
| 枚 | 発売日        | タイトル                                          | 販売形態 | 規格品番  | オリコン 最高位 |
| -- | ------------- | ------------------------------------------------- | -------- | --------- | --------------- |
| 1  | 2005年10月5日 | NAMI TAMAKI 2nd CONCERT Make Progress 〜road to〜 | DVD      | SRBL-1249 | 16位            |
| 2  | 2007年6月13日 | NAMI TAMAKI Best CONCERT "My Graduation"          | DVD      | SRBL-1313 | 19位            |

#### その他
| 枚 | 発売日        | タイトル         | 販売形態 | 規格品番   | オリコン 最高位 |
| -- | ------------- | ---------------- | -------- | ---------- | --------------- |
| 1  | 2011年2月24日 | 月刊NEO 玉置成実 | DVD      | B004GB1IAU |                 |

### 参加作品
| 形態                       | 発売日          | タイトル                                                  | 参加楽曲 |
| -------------------------- | --------------- | --------------------------------------------------------- | --- |
| コンピレーション・アルバム | 2004年1月15日   | 機動戦士ガンダムSEED COMPLETE BEST                        | M-3「Believe」 M-5「Realize」 M-10「Believe -FREEDOM G CONTROL MIX-」 M-12「Realize -EVERLASTING MIX-」（新リミックス） |
| コンピレーション・アルバム | 2004年04月14日  | THE JAPAN GOLD DISC AWARD 2004                            | DISC2/M-8「Believe」 |
| コンピレーション・アルバム | 2004年08月04日  | TEENAGE POP                                               | M-7「Shining Star ☆忘れないから☆」                                                                                      |
| コンピレーション・アルバム | 2005年09月21日  | Diva                                                      | M-14「Heroine」 |
| コンピレーション・アルバム | 2005年11月02日  | 機動戦士ガンダムSEED DESTINY COMPLETE BEST                | M-2「Reason」 M-12「Reason -NYLON Stay Cool Mix-」（新リミックス）                                                      |
| コンピレーション・アルバム | 2006年01月25日  | HIT STYLE                                                 | M-10「Reason」 |
| トリビュート・アルバム     | 2006年01月25日  | MATCHY TRIBUTE                                            | M-4「ブルージーンズ メモリー」                                                                                          |
| トリビュート・アルバム     | 2006年03月08日  | 14プリンセス 〜PRINCESS PRINCESS CHILDREN〜               | M-1「19 GROWING UP -ode to my buddy -」                                                                                 |
| サウンドトラック           | 2006年12月20日  | TVアニメ牙オリジナルサウンドトラックVol.1                 | M-25「Sanctuary (TV ver.)」                                                                                             |
| コンピレーション・アルバム | 2007年08月22日  | 姫トランス3                                               | M-22「Believe」 |
| オリジナル・アルバム       | 2007年08月22日  | Music Conductor A・T／m.c.A・T                            | DISC2/M-3「Future Step」                                                                                                |
| サウンドトラック           | 2007年12月19日  | D.Gray-man Original Soundtrack 2                          | M-1「Brightdown (TV ver.)」                                                                                             |
| トリビュート・アルバム     | 2007年12月19日  | LUNA SEA MEMORIAL COVER ALBUM -Re:birth-                  | M-3「STORM」 |
| コンピレーション・アルバム | 2008年03月26日  | 39 Anime×Music Collaboration'02-'07                       | DISC1/M-3「Believe」 M-5「Realize」 DISC2/M-4「Reason」                                                                 |
| コンピレーション・アルバム | 2008年09月24日  | D.Gray-man COMPLETE BEST                                  | M-4「Brightdown」 |
| オムニバス・アルバム       | 2009年07月08日  | ジブリ meets Lovers Reggae                                | M-1「となりのトトロ JAZZIDA GRANDE feat.NAMI TAMAKI」                                                                   |
| コンピレーション・アルバム | 2010年02月24日  | GUNDAM 30th ANNIVERSARY「GUNDAM SONGS 145」               | Disc-07/M-4「Believe」 M-6「Realize」 Disc-08/M-2「Reason」 M-13「Result」                                              |
| コンピレーション・アルバム | 2010年05月12日  | 松本隆作詞活動40周年記念アルバム「松本隆に捧ぐ-風街DNA-」 | M-7「Romanticが止まらない」                                                                                             |
| サウンドトラック           | 2017年03月01日  | CAPCOM「クロスビーツ・オリジナルサウンドトラック」        | Disc-03/M-21「アレルヤ HAKKYOU-KUN feat.玉置成実」                                                                      |
| サウンドトラック           | 2018年02月14日  | クラシカロイド MUSIK Collection Vol.5                     | M-4「Mephisto Sheriff 〜メフィスト・ワルツより〜」                                                                      |
| コンピレーション・アルバム | 2020年010月21日 | 最新 ウルトラマン主題歌集 ウルトラマンZ                   | Disc-01/M-2「Connect the Truth」                                                                                        |
| ゲーム特典                 | 2022年09月15日  | フェアリーフェンサー エフ Refrain Chord サウンドトラック  | 「道化」 |

## 出演

### ラジオ番組
- ゴチャ・まぜっ!月曜日（2006年4月10日 - 2006年10月2日、MBSラジオ）
- ゴチャ・まぜっ!火曜日（2006年10月10日 - 2007年10月2日、MBSラジオ）
- ゴチャ・まぜっ!水曜日（2007年10月10日 - 2008年4月2日、MBSラジオ）

### 舞台
- ミュージカル「スウィート・チャリティー」（2006年9月 - 10月、ル・テアトル銀座・シアタードラマシティ） - チャリティ・ホープ・ヴァレンタイン役 ＊主演
- ミュージカル「ハイスクール・ミュージカル」（2007年7月 - 8月、青山劇場・NHK大阪ホール） - ガブリエラ・モンテス役 ＊ヒロイン
- ミュージカル「ALL SHOOK UP」（2009年10月 - 11月、青山劇場・シアターBRAVA!・愛知県芸術劇場大ホール）- ナタリー役＊ヒロイン
- 「ジンギスカン 〜わが剣、熱砂を染めよ〜」（2011年10月3日 - 13日、渋谷区文化総合センター大和田） - ボルテ役
- ミュージカル「コーヒープリンス1号店」（2012年4月13日 - 21日、青山劇場・2012年5月10日 - 13日、森ノ宮ピロティホール） - ハン・ユジュ役
- ミュージカル「走れメロス」（2012年9月、Bunkamuraオーチャードホール・中日劇場・シアターBRAVA!） - 太田静子役
- ミュージカルライブ「ミュージカルライブ2013」（2013年6月22日 - 23日）
- 舞台「戦国BASARA」 - お市役
  - 「戦国BASARA3 宴」（2013年4月 - 5月、キャナルシティ劇場・中日劇場・日本青年館・森ノ宮ピロティホール）
  - 「戦国BASARA4」（2014年10月 - 12月、東京ドームシティホール・キャナルシティ劇場・森ノ宮ピロティホール・中日劇場）
- ミュージカル「エニシング・ゴーズ」（2013年10月 - 11月、帝国劇場・シアターBRAVA!） - アーマ役
- ミュージカル「タイトル・オブ・ショウ」（2014年8月 シアタークリエ・名鉄ホール・サンケイホールプリーゼ） - ハイディ役
- ロックオペラ「サイケデリック・ペイン」（2015年4月 - 5月、東京天王洲 銀河劇場・福岡キャナルシティ・梅田芸術劇場） - レディ・パンドラ / ミツコ役
- ミュージカル「ファウスト〜最後の聖戦〜」（2015年7月 - 8月、東京芸術劇場プレイハウス・森ノ宮ピロティーホール） - マルガレーテ役 ＊ヒロイン
- ミュージカル「花より男子 The Musical」（2016年1月 - 2月、シアタークリエ・福岡サンパレスホテル&ホール・愛知県芸術劇場大ホール・サンケイホールブリーゼ） - 浅井百合子役
- ブロードウェイミュージカル「キンキーブーツ」（2016年7月 - 9月、新国立劇場中劇場  / オリックス劇場 / シアターオーブ） - ニコラ役
  - ブロードウェイミュージカル「キンキーブーツ」（東京公演：2019年4月16日～5月12日東急シアターオーブ / 大阪公演2019年5月19日～5月28日オリックス劇場） - ニコラ役
  - ブロードウェイミュージカル「キンキーブーツ」（2022年10月 - 11月、東急シアターオーブ / オリックス劇場） - ニコラ役
- 50Shades〜クリスチャン・グレイの歪んだ性癖〜（2016年11月 - 12月、新宿FACE / サンケイホールブリーゼ） - アナ役＊ヒロイン[14]
- ミュージカル「BEFORE AFTER」（2017年2月8日 - 12日 中目黒キンケロシアター) - エイミー役
- ミュージカル「Finding Mr.DESTINY」（2017年8月4日 - 13日、DDD青山クロスシアター / 2017年8月17日 - 18日、ABCホール）  - アン・リタ役 ＊ヒロイン
- ミュージカル「美少女戦士セーラームーン（乃木坂46版）」（2018年6月8日 - 24日、天王州 銀河劇場 / 9月21日 - 30日、赤坂ACTシアター[15]） - クイン・ベリル役[16]
  - ミュージカル「美少女戦士セーラームーン（乃木坂46版）」（2019年10月10日 - 14日TOKYO DOME CITY HALL / 2019年11月22日 - 24日、上海美琪大戯院(MAJESTIC THEATRE)）
- 歌喜劇「市場三郎～グアムの恋」[17]（2018年11月7日 - 12月2日、東京グローブ座 / 12月7日 - 10日、シアター・ドラマシティ）
- 音楽劇『ロード・エルメロイII世の事件簿 -case.剥離城アドラ-』（2019年12月15日 - 2020年1月19日、千葉県 / 東京都 / 大阪府 / 福岡県 / 東京都 5公演） - ルヴィアゼリッタ・エーデルフェルト役[18]
- ロックオペラ「ザ・パンデモ二アム・ロック・ショウ」（2021年9月 - 10月、日本青年館・森ノ宮ピロティホール） - 荒木三枝子役
- ミュージカル「犬との約束」（2022年4月15日 - 24日、よみうり大手町ホール / 4月29日 - 5月4日、松下IMPホール）[19]
- OFFICE SHIKA MUSICAL『私は怪獣－ネオンキッズ Live beat－』(2022年12月10日-18日、CBGKシブゲキ!!)  - マリリン役
- 日中合作 音楽劇「李香蘭-花と華-」日中国交正常化50周年・日中平和友好条約45周年記念公演(2023年1月13日～22日、紀伊國屋サザンシアター TAKASHIMAYA)  - 川島芳子役・リュバチカ役(回替わり)
- a new musical「ヴァグラント」(2023年8月 - 9月、明治座/新歌舞伎座) - アケミ役
- SWEET 19 BLUES（2023年12月28・30日、RED°TOKYO TOWER SKY STADIUM） - カスミ役[20]
- PARCO PRODUCE 2025 ミュージカル「アメリカン・サイコ」（2025年3月30日 - 4月13日、新国立劇場 中劇場 / 4月19日 - 21日、森ノ宮ピロティホール / 4月26日、J:COM北九州芸術劇場 大ホール / 4月30日、JMSアステールプラザ 大ホール） - コートニー・ローレンス役[21]

### 映画
- ラブ★コン（2006年） - 石原信子役
- 一遍上人（2012年） - お銀役

### ゲーム
- ラジアータストーリーズ（2005年） - ナミ役
- VAMPIRE HOLMES ハンレット忘却曲線（2015年） - ハンレット役
- crossbeats REV. SUNRISE（2017年） - アレルヤ 歌唱（HAKKYOU-KUN feat.玉置成実 名義）
- フェアリーフェンサー エフ Refrain Chord（2022年） - 黒の歌姫グラースの楽曲「道化」歌唱担当